# 榮梓博物館
24°53′12″N 121°50′55″E / 24.886551°N 121.848615°E
榮梓博物館，是位於臺灣宜蘭縣頭城鎮外澳、林昭文擁有的私人招待所兼博物館，以阿拉伯風格建造，是當地著名的景點。

## 建築
此阿拉伯皇宮風格的別墅坐落於北部濱海公路上的頭城鎮外澳海灘旁，擁有者為在阿拉伯經商致富、稱為「台灣阿拉伯王」的林昭文。地址是頭城鎮濱海路二段328號。約2005年時原先別墅拆除，2006年再成立。
新建造的造價逾新台幣3億元，建築外觀為5個圓頂的阿拉伯風格建築，並高築4、5公尺的高牆。整體園區面積超過1萬平方公尺，建築用地6千多平方公尺，部分土地承租自陸軍廢棄軍營的國有地。園內擺有數座的駱駝和騎士雕像的裝置藝術，如湯瑪斯·愛德華·勞倫斯的黃金雕像。
屋內客廳就有2、3百坪，房間數有十幾間之多。屋內除擺設阿拉伯皇室級傢俱，大部分都為總價達1億多元的古董文物。

## 觀光
1991年華隆案時，媒體就有提及此阿拉伯風格別墅。建築被外人稱作「小白宮」、「阿拉伯宮」、「台灣阿拉伯王城堡」等。
林昭文家人嫌此別墅附近生活機能差，因此未作自用住宅，而是私人招待所。雖然門口有「榮梓博物館籌備處」的小招牌，但不提供一般人參觀；當地人曾要求開放博物館參觀，並讓出一條海堤通道，不要妨礙公眾通行。李登輝、李遠哲、王永慶是寥寥可數的座上賓，還招待過中國奧林匹克委員會名誉主席何振梁和秘書長魏紀中、上海西田女排、羅東國小1968年畢業的林昭文同窗等人及團體。
因建築吸引遊客眼光，林家在2010年開始計畫發成觀光旅館，欲併購鄰近土地，把公有海灘劃入承租，以及興建23棟一晚收費2萬3千元到3萬元的觀光旅館。屆時若旅館啟用，博物館就會開放讓飯店遊客參觀。2013年11月11日召開環評審查會議時，遭到六十多位民眾抗議圖利財團、破壞環境。 
林昭文過世後，2024年，遺族委由世邦魏理仕公開出售此宅。